# Marble Halls
A Marble Halls Enya ír dalszerző és énekesnő negyedik, utolsó kislemeze harmadik, Shepherd Moons című albumáról. 1994-ben jelent meg. Annak alkalmából adták ki, hogy a dal szerepelt Az ártatlanság kora című filmben.
A dal az 1843-ban bemutatott The Bohemian Girl című opera egyik áriája, szerzői Alfred Bunn (szöveg), Michael William Balfe (zene).

## Változatok
A kislemez különböző kiadásai.
CD maxi kislemez (Korea, Tajvan)
kazetta (Korea)
1. Marble Halls
2. 'S Fagaim mo Bhaile
3. Book of Days (angol/ír szöveg)
4. As Baile